# Предметно песништво
Предметно песништво (нем. das Dinggedicht) је песничка форма која јасно дефинисана од друге половине 19. века. Сиже (фр. Sujet – предмет, садржина) предметног песништва су живи и неживи предмети, уметничка дела, ситуације или процеси. Ови предмети се бележе на дистанциран и објективан начин, односно без експлицитне субјективне интерпретације. У оваквој врсти песама лирски субјекат се налази у другом плану, при чему песма има за задатак да предмет опише тако да се ствара утисак да предмет песме сам о себи говори. Термин Dinggedicht сковао је 1926. године Немац Курт Оперт.

## Дефиниција
У предметном песништву се искључује писац, јер у првом плану не стоје више доживљај или атмосфера, већ предмет. Предметна песма није субјективно исказивање осећања нити објективно описивање, већ тежња да се између субјекта и објекта створи равнотежа. Таква песма има за циљ да предмет представи на тај начин, да се код читаоца ствара осећај да предмет сам о себи говори. Принцип Рилекове предметне поезије је у извесној мери и претварање спољашњег у унутрашње. Унутрашњи доживљаји настали у сусрету са стварима такође се преливају у предметну песму. Ово ствара напетост између односа објекта и субјекта, између имагинативног погледа и верности објекта, и између симболичког и реалистичког представљања. С једне стране сиже песме је предмет, са друге стране и спољашња форма песме указује на њен сиже.
Термин „предметна песма” потиче из студије Курта Оперта Das Dinggedicht (1926). Други називи, попут „Уметничке песме” Клеменса Хезелхауса, нису могли да превладају. „Објектна песма“ је енглески еквивалент који је пронашао Сандбанк 1985. године.
Међутим, у свом уводу о Рилкеу, Кете Хамбургер наглашава да концепт предметне песме није баш специфичан и да стога ове песме често нису препознатљиве као такве.

## Историја
Сматра се да је Рајнер Марија Рилке творац термина Предметно песништво у модерној књижевности око 1900. године. Песници Парнаса, француске групе песника у другој половини 19. века, око 60 година пре Рилкеа (око 1840), стварали су предметно оријентисану, дескриптивну поезију у Француској. Ова група песника је утицала и на симболизам са којим се везује предметно песништво. У симболизму, слика тежи да заживи свој живот и да постане симбол или ствар.У првој деценији 20. века у Америци се појавио сличан покрет, односно имагинизам, у коме је постојала тенденција да се „ствар“ посматра као „ствар“; тј. издвајање једне слике и откривање њене суштине.
Са своје стране, Рилке у Новим песмама (1907/08) чини одлучујући корак од симбола до поетике. Његове песме не дозвољавају никакво симболично тумачење које се може одвојити од предмета. Вајан Огист Роден имао је значајан утицај на Рилкеову поезију.
Други значајни представници предметне поезије су, на пример, Едуард Мерике или Конрад Фердинанд Мајер.

## Примери
Познати примери предметне поезије су:
- Едуард Мерике: На лампи
- Конрад Фердинанд Мајер: Римска фонтана
- Рајнер Марија Рилке: Архаични торзо Аполона, Карусел, Пантер
- Пол-Хенри Кембел: Сутра свемирске шетње